# 慕容崇
慕容崇（4世纪？—398年9月12日），十六國時期后燕宗室，慕容垂之孙，高阳王慕容隆的儿子，袭封高阳王。
北魏进攻后燕，皇帝慕容宝逃到龙城。398年，慕容宝出兵收复失地。二月二十日，军到乙连，段速骨、宋赤眉等人因为许多人都害怕征战徭役，于是发动叛乱。段速骨等人是高阳王慕容隆的老部下，一起强逼高阳王慕容崇做他们的盟主，杀了乐浪王慕容宙、中牟公段谊等人。河间王慕容熙平素与慕容崇关系很好，在慕容崇的保护之下，得以幸免于难。段速骨把慕容農幽禁在殿内，长上阿交罗觉得高阳王慕容崇年小体弱，打算立慕容农作首领。慕容崇的亲信鬷让、出力犍等人得知后，于三月初五，杀死了阿交罗与慕容农。段速骨杀了鬷让等人。三月初八，兰汗率大军袭杀段速骨，废黜了慕容崇，奉立太子慕容策，遣使前往迎接慕容宝，后来杀害慕容宝，兰汗自立为王。慕容宝的儿子慕容盛杀兰汗，自称天王，慕容崇降封高阳公。八月十五日，步兵校尉马勤等人反叛被杀。牵连到了骠骑将军·高阳公慕容崇、东平公慕容澄兄弟，慕容盛命二人自杀。